# Drei Zeitalter (Film)
Drei Zeitalter (Originaltitel: Three Ages) ist die erste abendfüllende Stummfilmkomödie von Buster Keaton. Die Parodie auf Intolerance von David Wark Griffith wurde 1923 gedreht.

## Handlung
Liebe in der Steinzeit, im antiken Rom und im „modernen Zeitalter“ (USA der 1920er Jahre): In allen drei Epochen muss der schwächliche Buster um die Beziehung zu seiner schönen Geliebten kämpfen. Die Geschichten laufen dabei stets nach demselben Muster: Buster wirbt um ein Mädchen, wird jedoch von dessen Eltern abgewiesen, da sein Nebenbuhler stärker (Steinzeit), mächtiger (antikes Rom) oder reicher (heute) ist.
Verzweifelt sucht der Enttäuschte Rat bei Wahrsagern und Liebesorakeln, auch diese scheinen sich gegen ihn zu wenden. Der Versuch, die Eifersucht des Mädchens zu erregen, schlägt ebenfalls fehl: Er wird von einer Amazone die Klippe hinuntergeworfen, von einer Römerin niedergerungen und einem aufgebrachten Ehemann durch einen gezielten Hieb fast k.o. geschlagen.
Es kommt zum direkten Kampf zwischen ihm und seinem Rivalen, ausgetragen mit Keulen, als Wagenrennen, in einem American-Football-Match. Durch kluge Einfälle gelingt es Buster, als Sieger hervorzugehen, doch wird er sogleich Opfer einer Intrige des wütenden Nebenbuhlers. Er wird mit den Füßen voran an den Schwanz eines Mammuts gebunden und so durch die unwirtliche Gegend gezogen, ins Verlies zu dem Löwen geworfen, der Polizei als vermeintlicher Verbrecher gegen das Gesetz der Prohibition ausgeliefert.
Durch eine Portion Glück gelingt es Buster, aus der existenzbedrohenden Situation zu fliehen. Um seiner – erwiderten – Liebe doch noch zum Durchbruch zu verhelfen, muss er die Geliebte kurz vor der Hochzeits-Zeremonie entführen und seinen ungehobelten Rivalen durch gezielten Steinschlag, durch den Einsturz des Saales, durch die Enttarnung als vorbestrafter Bigamist aus dem Weg räumen. Nach all diesen Kämpfen kann das verliebte Paar endlich eine Familie gründen.

## Hintergrund
Three Ages wurde inspiriert von D. W. Griffiths epischem Stummfilm-Meisterwerk Intolerance – und ist eine komische Antwort auf dessen tragische Geschichte rund um Gier und Machtkämpfe, die Griffith im Spiegel der Zeitalter der Menschheit erzählt.
Von den drei erfolgreichsten Filmkomikern ihrer Zeit war Buster Keaton nach Charles Chaplin und Harold Lloyd der letzte, der von Kurzfilmen zum abendfüllenden Format wechselte. Mit Three Ages blieb er dabei dem comicartigen Stil seiner Kurzfilme treu. Erst mit seinem folgenden Film Our Hospitality hatte für ihn Glaubwürdigkeit und Drama die höchste Priorität. Dennoch war die neue, längere Form ein Experiment, das notfalls auch rückgängig gemacht werden konnte: Die drei Liebesgeschichten in den drei Epochen hätten zu je einem klassischen Kurzfilm ummontiert werden können.

## Stil

### Unmögliche Gags
Keaton setzte bei diesem Film das letzte Mal (abgesehen von der Traumsequenz in Sherlock, Jr.) von ihm sogenannte unmögliche Gags (impossible gags) ein. Hier einige Beispiele:
- In der Steinzeit klettert Buster auf den Kopf eines Dinosauriers, um in die Landschaft zu spähen. Die Szene war eine Hommage an Winsor McCays Zeichentrickfilm Gertie the Dinosaur, den Buster Keaton als Jugendlicher im Kino gesehen hatte.[1] Sowohl Buster als auch der Dinosaurier sind dabei durch das Stop-Motion-Verfahren animierte Puppen.
- „Sonnenaufgang“: Eine animierte Sonne springt hinter dem Horizont hervor auf den Himmel. Diesen Gag verwendete er schon davor im Kurzfilm Buster Keatons Trauung mit Hindernissen (1920).
- Im modernen Zeitalter fährt Buster mit seinem klapprigen Automobil über einen Straßenhügel, worauf das Gefährt in sämtliche Einzelteile zerfällt.
- Schnee im Kolosseum: Buster funktioniert seinen Streitwagen zum Schlitten um. Statt Pferden spannt er vier Huskys ein. Um eine höhere Geschwindigkeit zu erzielen, bindet Buster eine Katze am Ende einer Lanze fest – und schwenkt die Katze vom Streitwagen aus gut sichtbar vor den Augen der Hunde.

### Moderner Humor
Buster Keatons Stummfilme werden von heutigen Zusehern oft als erstaunlich modern wahrgenommen. Die Schlusspointe von Three Ages vermag den Grund dafür besonders deutlich zu illustrieren: Laut Zwischentitel solle am Ende der drei Liebesgeschichten – die in allen Epochen praktisch gleich verliefen – der letzte Beweis erbracht werden, dass sich Liebe nicht verändere. Wir sehen Buster in der Steinzeit, als er aus der Höhle kommt. Dann seine Frau, gefolgt von einer Horde von etwa einem Dutzend Kinder. Im alten Rom stolziert Buster aus seinem Patrizierhaus. Dann seine Frau, gefolgt von etwa einem halben Dutzend Kinder, die sich ordentlich an den Händen halten. Im modernen Zeitalter schlendert Buster aus seinem Reihenhaus. Dann seine Gattin, gefolgt von einem kleinen Schoßhündchen.

## Stunts
Als Buster von der Polizei verfolgt wird, will er vom Dach eines mehrstöckigen Hochhauses auf das nächste springen. Während des Drehs misslingt der Sprung jedoch, Keaton kann sich nicht an der oberen Dachrinne festhalten und fällt. Dabei zieht er sich eine Verletzung zu. Um den Sprung nicht wiederholen zu müssen, wurde für den Film eine neue Stunt-Sequenz improvisiert: Buster fällt durch einige aufgespannte Markisen, kann sich aber schließlich am senkrechten Fallrohr festklammern. Doch dieses löst sich aus der Mauer und biegt sich samt Buster nach unten, der so durch ein offenes Fenster des Bereitschaftsraumes der Feuerwehr geschleudert wird. Er gleitet am Boden zur Rutschstange und diese entlang hinunter. Atemlos setzt er sich auf das Trittbrett des Feuerwehrwagens, der in diesem Moment losfährt und vor einer qualmenden Polizeistation stehenbleibt – derselben, aus der Buster zuvor flüchten konnte. Buster Keaton erzählte in einem späteren Interview, dass diese improvisierte Sequenz bei Vorführungen die meisten Lacher provozierte.

## Fassungen
Der Film galt lange als verschollen. Erst 1954 wurde eine Kopie entdeckt, die aufgrund der Zersetzung des Nitratfilm-Materials deutliche Schäden aufwies, hoch feuergefährlich war und aufwendig restauriert werden musste. Bis heute liegt Three Ages nur in dieser beschädigten Fassung vor.
2005 erschien der Film mit einem Soundtrack des Techno-DJs Jeff Mills auf DVD.